# Normalny poziom piętrzenia
Normalny poziom piętrzenia – najwyższe położenie zwierciadła spiętrzonej wody w okresach poza wezbraniami. Normalny poziom piętrzenia jest wymieniany jako jeden z podstawowych parametrów w dokumentacji wodno-prawnej dotyczącej wszystkich zbiorników posiadających możliwość piętrzenia wody, a jest określany w metrach nad poziomem morza (m n.p.m.) i podawany z dokładnością do 1 cm.